# 국가지점번호
국가지점번호(國家地點番號)는 국토 및 해양을 격자형으로 일정하게 구획한 지점에 부여한 번호이다. 한글 문자 2개, 아라비아 숫자 8개를 조합하여 나타내며, 전국을 하나의 좌표체계로 표현한다. 현재 행정안전부가 소관하고 있다.

## 법적 근거
국가지점번호는 도로명주소법에 법적 근거를 두고 있다. 
- 제1조(목적)에 국가지점번호에 관한 사항의 규정이 포함되어 있다.
- 제2조(정의) 제9호는 국가지점번호를 '국토 및 이와 인접한 해양을 격자형으로 일정하게 구획한 지점마다 부여된 번호'라 정의하고 있다.
- 제23조(국가지점번호)는 행정안전부장관이 국가지점번호를 부여하고, 국가지점번호를 구조ㆍ구급 활동 등의 위치 표시로 활용하도록 하고 있다.[1]

이에 따라 도로명주소법 시행령 제37조(국가지점번호의 부여 기준)에는 행정안전부장관이 기준점을 정하고 가로와 세로의 길이가 각각 10미터인 격자를 기본단위로 하여 국가지점번호를 부여하도록 하고 있다.

## 국가지점번호 체계
국가지점번호는 전국을 정사각형 격자로 나누고, 전국을 하나의 좌표체계로 표현한다. 국가지점번호를 가장 상세하게 표시하면 한글 문자 2개와 아라비아 숫자 8개가 된다.
1. 기준점은 UTM-K원점[3]에서 남쪽 700km, 서쪽 300km 지점을 기준점[4]이다. 기준점은 국가지점번호 '가가 0000 0000'에 포함된다.
2. 가장 큰 격자는 100km × 100km이다. 기준점으로부터 동쪽, 북쪽으로 각각 100km 단위로 격자로 나누고, 기준점에서 동쪽(오른쪽)으로는 '가'부터 사'까지, 북쪽(위쪽)으로는 '가'부터 '아'까지 한글 문자를 부여했다. 예를 들어 서울특별시는 '다사'에 포함되고, 세종특별자치시는 '다바'에 포함되며, 독도는 '사사'에 포함된다. 즉 가장 큰 격자는 한글 문자 2개로 표시된다.
3. 가장 작은 격자는 10m × 10m이다. 위 1번의 100km × 100km 격자 각각에 대하여 가로를 10,000개로, 세로로 10,000개로 나눈 것이다. 예를 들어 서울특별시 종로구 세종대로의 충무공 이순신 동상의 위치는 국가지점번호 '다사 5381 5262' 정도에 포함된다. 즉 가장 작은 격자는 한글 문자 2개와 아라비아 숫자 8개로 표시된다.
4. 가장 큰 격자와 가장 작은 격자 사이에는 100m × 100m, 1km × 1km, 10km × 10km 격자가 있다. 위 2번의 충무공 이순신 동상은 100m × 100m 격자로는 '다사 538 526', 1km × 1km 격자로는 '다사 53 52', 10km × 10km 격자로는 '다사 5 5'에 해당한다.
5. 가장 작은 격자로 표시되는 국가지점번호에는 아라비아 숫자 8개가 있는데, 기준점으로부터 동쪽으로, 북쪽으로 얼마나 떨어져 있는지 알 수 있다. 예를 들어, '가가 0000 0000'의 기준점으로부터 '다사 5381 5262'의 충무공 이순신 동상은 동쪽으로 253.81km, 북쪽으로 652.62km 떨어져 있다.